# Unità 61398
L'Unità 61398 (Caratteri cinesi semplificati: 61398部队) è una divisione informatica dell'Esercito Popolare di Liberazione che è stata più volte accusata di essere la sorgente degli attacchi hacker cinesi. Il 19 maggio 2014 il Dipartimento di Giustizia degli Stati Uniti d'America ha annunciato che il Grand jury ha accusato 5 dipendenti dell'Unità 61398 di spionaggio industriale a danno di alcune società americane quali: Alcoa, Westinghouse Electric, SolarWorld, US Steel e Allegheny Technology.

## Storia
L'unità, conosciuta anche come 2º ufficio, fa parte del 3º dipartimento dello stato maggiore dell'Esercito Popolare di Liberazione che svolge attività di intelligence simili a quelle della americana NSA. L'unita secondo vari esperti sarebbe composta da circa 2000 impiegati
Al suo interno, l'unità sarebbe strutturata a livello divisionale dell'esercito popolare con:
- Dipartimento Quartier generale
- Dipartimento politico
- Dipartimento Logistico
- 8 Uffici, tutti a Shangai
- 5 Stazioni di lavoro + 3 altre possibili, distribuite sul territorio nazionale
- Gruppo mobile
- Accademia delle lingue straniere del PLA

Secondo un report della società di sicurezza informatica Mandiant, sussistono le prove per affermare che l'Unità 61398 possiede un virus APT1, parte di una minaccia che ha attaccato un vasto numero di società ed enti governativi fin dal 2006. L'APT1 viene descritto come facente parte di 4 grandi network a Shanghai, due dei quali nell'area di Pudong.
La Dell ritiene responsabile questa unità dell'operazione Shady RAT, una massiccia campagna di cyberspionaggio, scoperta nel 2011, indirizzata a più di 70 organizzazioni mondiali tra cui: l'ONU e agenzie federali di Stati Uniti d'America, Taiwan, Corea del Sud e Vietnam
Il governo cinese, dal canto suo, ha sempre respinto ogni accusa di hacking ed ha bollato le affermazioni di Mandiant riguardo all'unità, come "non professionali".

## Curiosità
L'Unità viene menzionata nell'episodio 12 della quinta stagione di NCIS: Los Angeles